# Football Club de Versailles 78
El Football Club de Versailles 78 es un equipo de fútbol de Francia que juega en el Championnat National, la tercera división de fútbol del país.

## Historia
Fue fundado en el año 1989 en la ciudad de Versailles de la Isla de Francia luego de la fusión de los equipos Racing Club Versailles y Companion Sports Versailles como un equipo que funciona como un academia oficial de la Federación Francesa de Fútbol.
El club inició en la Division 3, pero en ese mismo año desciende a la División de Honor, pasando en 1993 a ser uno de los equipos fundadores del CFA 2, donde estuvo hasta que descendió en 1999.
En junio de 2007 el club recibió 60000 euros por la transferencia de Thierry Henry, jugador formado en el club entre 1992 y 1993, al FC Barcelona, lo que ayudó al proceso de reconstrucción del equipo.
En 2017 el club dejaría las divisiones regionales para pasar a la CFA 2, liga en la que estuvo por tres temporadas hasta lograr el ascenso al Championnat National 2.
En 2022, el club alcanzó las semifinales de la Copa de Francia tras vencer al Toulouse FC.

## Palmarés
- División de Honor: 2

1985, 2017
- División Superior Regional: 1

2010

## Jugadores

### Jugadores destacados
| - Hatem Ben Arfa - Jean Calvé - Bruno Carotti - Aurélien Collin . 🇺🇾 Agustín Amado - Benjamin Genton - Alain Goma - Rémi Gomis - Thierry Henry - Charles Itandje - Medhi Lacen - Stéphane Lièvre | - Alexandre Mendy - Walid Mesloub - Sylvain Monsoreau - Mickaël Murcy - Sébastien Piocelle - Yohann Rangdet - Jérôme Rothen - Amara Simba - Éric Sitruk - Frédéric Vieillot |

## Galería

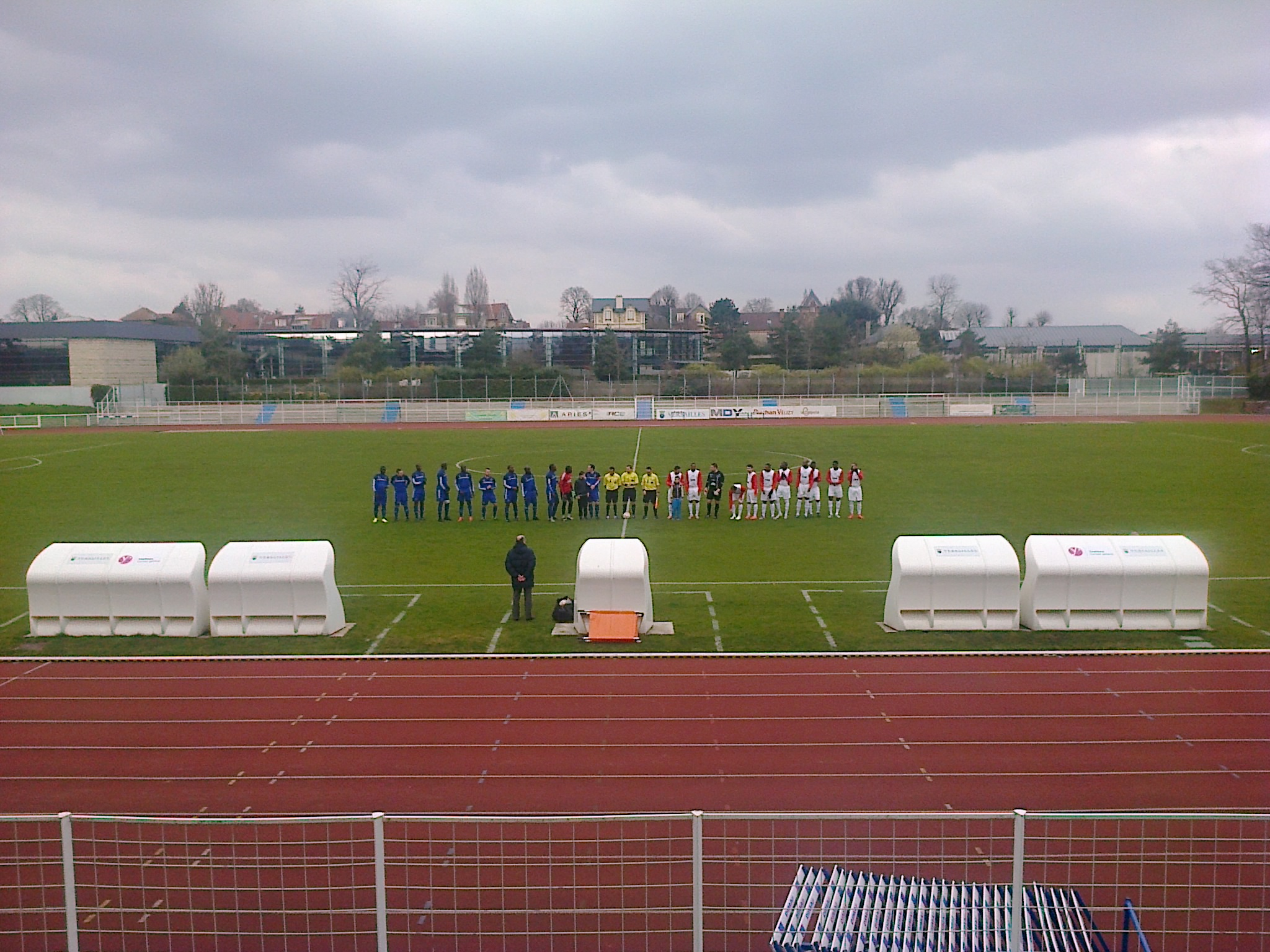
FC Versailles 78 (en azul) contra el US Créteil el 22 de marzo de 2015 en el Stade Montbauron.
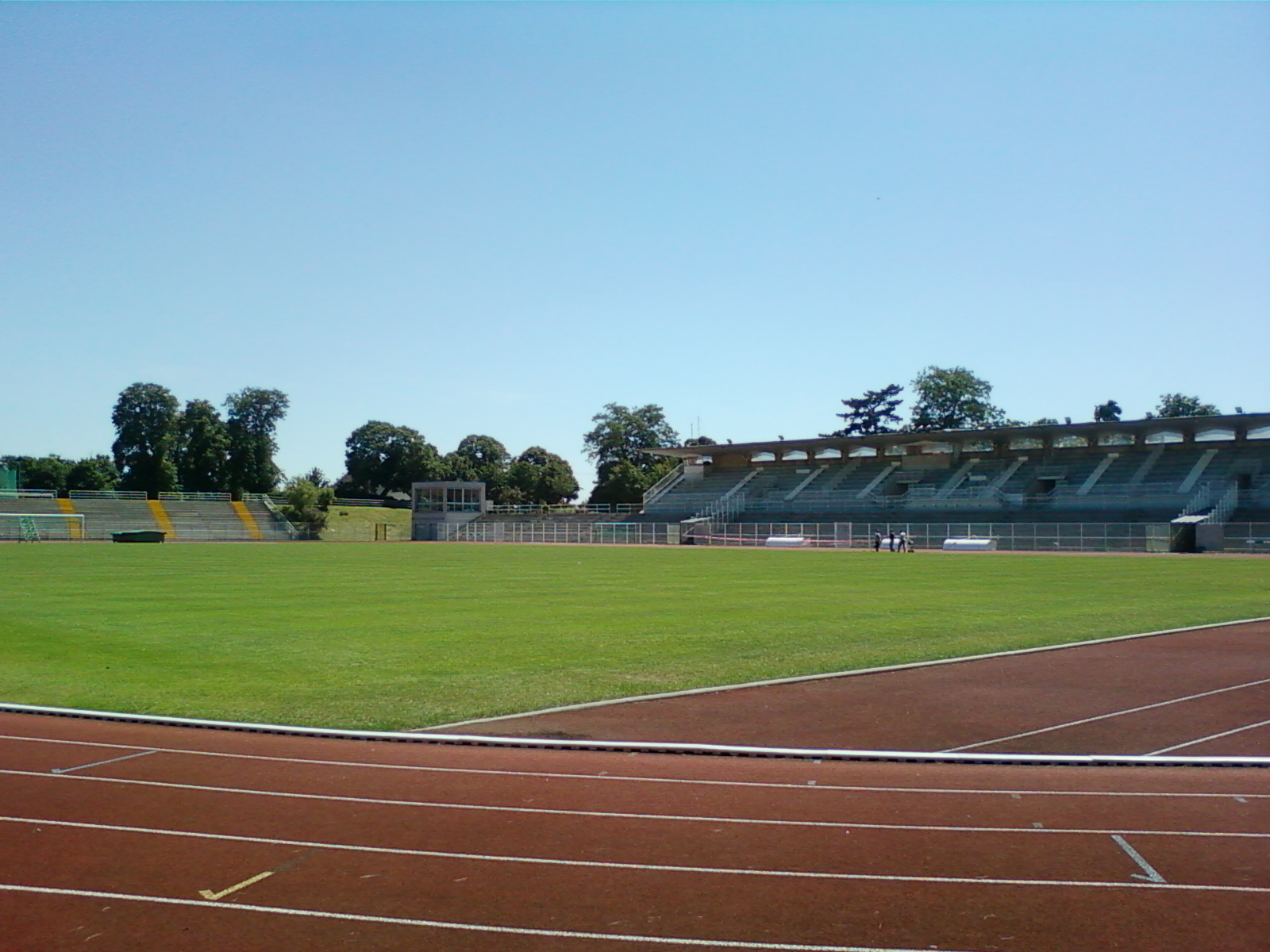
Stade Moubauron